# Bouillac (Dordoña)
 Bouillac  (en occitano Bolhac) es una población y comuna francesa, situada en la región de Aquitania, departamento de Dordoña, en el distrito de Bergerac y cantón de Le Buisson-de-Cadouin.

## Demografía
| 131 | 139 | 115 | 97 | 114 | 119 |
| Para los censos de 1962 a 1999 la población legal corresponde a la población sin duplicidades (Fuente: INSEE [Consultar]) |     |     |    |     |     |